# Камала Сурайя
Камала Сурайя (англ. Kamala Surayya; урожденная Камала; 31 марта 1934 — 31 мая 2009) — индийская поэтесса на английском языке, широко известная под своим псевдонимом Мадхавикутти (англ. Madhavikutty) и именем после замужества Камала Дас (англ. Kamala Das), а также автором на языке малаялам из Кералы, Индия. Её известность в Керале в первую очередь связана с её короткими рассказами и автобиографией «Моя история» , в то время как ее работа на английском языке, написанная под псевдонимом Камала Дас, известна своими стихами и откровенной автобиографией. Она также была широко читаемым обозревателем и писала на различные темы, включая женские проблемы, уход за детьми, политику и т. д. Её либеральное отношение к женской сексуальности сделало её иконоборцем в популярной культуре ее поколения. 31 мая 2009 года в возрасте 75 лет она умерла в больнице Джехангир в Пуне.

## Ранняя жизнь и детство
Камала Дас родилась в Пуннаюркуламе, Поннани-Талук, Малабарский округ, Британская Индия (современный округ Триссур, Керала) 31 марта 1934 года в семье В.М. Наира, главного редактора широко распространенной малаяламской ежедневной газеты «Матрубхуми», и Налапаты Баламани Аммы, известной малаяльской поэтессы из аристократической семьи Палличан Наир.
Она провела свое детство в Калькутте, где её отец работал старшим офицером в транспортной компании «Walford», которая продавала автомобили «Bentley» и «Rolls-Royce», а также в родовом поместье Налапат в Пуннаюркуламе.
Как и её мать Баламани Амма, Камала Дас также преуспела в писательстве. Её любовь к поэзии началась в раннем возрасте под влиянием её двоюродного дяди, Налапата Нараяны Менона, выдающегося писателя.
В 15 лет она вышла замуж за банковского служащего Мадхава Даса Калипураята, который поддерживал её литературные начинания. Она начала писать и публиковаться как на английском, так и на малаяламском. 1960-е годы в Калькутте стали свидетелями эпохи художественной нестабильности, в течение которой Камала Дас стала одним из многочисленных авторов, представленных в уважаемых антологиях вместе с поколением индийских английских поэтов. Английский был языком, который она выбрала для всех шести своих опубликованных сборников стихов.

## Литературная карьера
Она была известна своими несколькими рассказами на малаялам, а также поэмами, написанными на английском языке. Камала Дас также была колумнистом. Однажды она заявила, что «поэзия не продается в этой стране [Индии]», но её откровенные колонки, в которых говорилось обо всем, от женских проблемах и ухода за детьми до политики, были популярны. Камала Дас была исповедальной поэтессой, чьи поэмы часто рассматривались в одном ряду со стихами Энн Секстон, Роберта Лоуэлла и Сильвии Плат.
Первая книга стихов Камалы Дас, «Лето в Калькутте», была глотком свежего воздуха в индийской английской поэзии. Она писала в основном о любви, предательстве и последующей тоске. Камала Дас отказалась от определенности, предлагаемой архаичным и несколько бесплодным эстетизмом, ради независимости ума и тела в то время, когда индийские поэты все еще руководствовались «дикцией, сентиментальностью и романтизированной любовью XIX века»".
Её вторая книга стихов «Потомки» была еще более откровенной, призывая женщин:
Подари ему то, что делает тебя женщиной: запах

длинных волос, мускусный запах пота между грудей,

теплый толчок менструальной крови и все твои

бесконечные женские желания...— Камала Дас, «Зеркало», Потомки
Эта прямота её голоса привела к сравнениям с Маргерит Дюрас и Сильвией Плат. В возрасте 42 лет она опубликовала смелую автобиографию «Моя история», которая первоначально она была написана на малаялам (под названием «Ente Katha»), а позже она перевела её на английский язык. Позже она призналась, что большая часть автобиографии содержала вымышленные элементы.
Некоторые люди говорили мне, что писать такую автобиографию, с абсолютной честностью, ничего не утаивая, это как заниматься стриптизом. Возможно, это правда. Сначала я сниму с себя одежду и украшения. Затем я намерен снять эту светло-коричневую кожу и раздробить свои кости. Наконец, я надеюсь, вы сможете увидеть мою бездомную, сиротскую, чрезвычайно прекрасную душу, глубоко внутри кости, глубоко под ней, даже под костным мозгом, в четвертом измерении...
«Введение» — очень смелое стихотворение, в котором Дас выражает свою женственность, индивидуальность и истинные чувства к мужчинам. Это автобиографическое стихотворение написано в разговорном стиле. Она представляет свои чувства и мысли в смелой манере. Она осознает свою идентичность и понимает, что каждой женщине необходимо поднять голос в этом обществе, где доминируют мужчины. Поэт жаждет любви, которая является результатом её одиночества и разочарования.
Стихотворение «Жаркий полдень в Малабаре» о климате, окружающем город в Малабаре. Люди могут быть раздражены жарой, пылью и шумом, но ей это нравится. Она тоскует по жаркому полудню в Малабаре, потому что ассоциирует его с дикими людьми, дикими мыслями и дикой любовью. Для неё это пытка - быть вдали от Малабара.
В стихотворении «Моя мать в шестьдесят шесть» Дас исследует иронию в отношениях матери и дочери, а также затрагивает темы старения, взросления, разлуки и любви. «Танец евнухов» — еще одно прекрасное стихотворение, в котором Дас сочувствует евнухам. Оно имеет автобиографический тон. Евнухи танцуют под палящим солнцем. Их костюмы, макияж и страсть, с которой они танцуют, намекают на женскую нежность. Их внешний вид и радость контрастируют с их внутренней печалью. На самом деле, в их сердце нет радости, они даже не могут мечтать о счастье. В стихотворении «Просьба» Дас понимает, что её жизнь бессмысленна. Она одинока, и её бесцветная жизнь создана из рушащихся шаблонов.
Камала Дас в основном известна своим смелым и откровенным выражением. Выдающимися чертами её поэзии являются острая одержимость любовью и использование исповеди. Основная тема её поэзии основана на свободе, любви и защите. Она писала на самые разные темы, часто несопоставимые - от истории бедного старого слуги до сексуальной предрасположенности женщин из высшего среднего класса, живущих недалеко от мегаполиса или в центре гетто. Некоторые из её наиболее известных рассказов включают «Pakshiyude Manam», «Neypayasam», «Thanuppu» и «Chandana Marangal». Она написала несколько романов, из которых выделяется «Neermathalam Pootha Kalam» , который был благосклонно принят как обычными читателями, так и критиками.
Она много путешествовала с чтением стихов в Университете Дуйсбурга — Эссена (Германия), Боннском университете и Дуйсбургском университете, на Писательском фестивале в Аделаиде, Франкфуртской книжной ярмарке, в Кингстонском университете, на Ямайке, в Сингапуре, на фестивале South Bank (Лондон), в Университете Конкордия (Монреаль, Канада) и т. д. Её произведения доступны на французском, испанском, русском, немецком и японском языках.
Она также занимала должности заместителя председателя Kerala Sahitya Akademi, председателя Kerala Forestry Board, президента Kerala Children's Film Society, редактора журнала «Poet»  и редактора отдела поэзии Illustrated Weekly of India .
Хотя в ранние годы её иногда считали привлекающей внимание , позже её считали одним из наиболее формирующих влияний на индийскую английскую поэзию. В 2009 году The Times назвала её «матерью современной англо-индийской поэзии».
Ее последняя книга под названием «Содержанка и другие рассказы», включающая перевод её рассказов, была опубликована посмертно. Камала Дас больше всего запомнилась своими противоречивыми произведениями, в которых она открыто говорит об ограничениях, налагаемых на женщин. Она известна своим мятежным характером против патриархальных условностей.

## Личная жизнь
Камала вышла замуж за Мадхава Даса Калипураята в возрасте 15 лет. У пары было трое сыновей: Мадхав Дас Налапат, Чинен Дас и Джаясурья Дас. Её муж, умер раньше неё в 1992 году, после 43 лет брака. Мадхав Дас Налапат, её старший сын, женат на принцессе Тируватхире Тирунал Лакшми Байи из королевского дома Траванкора. Он занимает кафедру мира ЮНЕСКО и является профессором геополитики в Университете Манипала. Он был постоянным редактором The Times of India. Камала Сурайя приняла ислам в 1999 году и стала жертвой обвинений в смене религии только потому, что вышла замуж за любимого человека, хотя все хвастались её стремлением к свободе (особенно женщины), бесстрашным характером и гениальным умом, о чем она саркастически отзывалась в своих более поздних речах, но она так и не вышла замуж снова.
31 мая 2009 года в возрасте 75 лет она скончалась в больнице в Пуне после долгой борьбы с пневмонией. Её тело было доставлено в её родной штат Керала. Она была похоронена в мечети Палаям Джума в Тривандраме со всеми государственными почестями.

### Политика
Хотя она никогда раньше не занималась политической деятельностью, она основала национальную политическую партию Lok Seva Party, нацеленную на продвижение секуляризма и предоставление убежища матерям-сиротам. В 1984 году она безуспешно участвовала в выборах в индийский парламент от избирательного округа Тривандрум.. Она участвовала в выборах как независимый кандидат и получила всего 1786 голосов. Она была расстроена после результатов и ей посоветовали отдохнуть в доме сестры в горах Анамалай. В этот период она написала стихотворения «Анамалай». Она написала более 20 стихотворений в этой серии, но только 11 были опубликованы: 8 из них в журнале «Indian Literature» издательства «Sahitya Akademi» (1985) и еще три из них в книге «The Best of Kamala Das» (1991).

## Принятие ислама
Она родилась в консервативной индуистской семье Наир (Налапат) и вышла замуж за аристократа Менон (Калипураят), имеющего королевское происхождение. 11 декабря 1999 года она приняла ислам в возрасте 65 лет и взяла себе имя Камала Сурайя.

### Память
- 1 февраля 2018 года Google Doodle художницы Манджит Тапп отдает дань уважения её работам, которые открывают окно в мир всепоглощающей женщины[32].
- Биографический фильм о ней под названием «Аами», снятый Камалом, вышел 9 февраля 2018 года.